# 多伊莱恩
多伊莱恩（英語：Doyline）是美国路易斯安那州下属的一座村镇。根据2010年美国人口普查，该市有人口818人。建置上，属于“village”。